# Adolf Peter Záturecký
Adolf Peter Záturecký (25. listopadu 1837, Liptovská Sielnica (stará), Uhersko – 1. června 1904, Brezno) byl slovenský pedagog, publicista, jazykovědec, sběratel slovenské lidové slovesnosti, národní a kulturní pracovník. Užíval pseudonym Borovohájsky. Bratr jeho švagra Ĺudovíta Jána Samo Bohdan Hroboň byl známým slovenslým filozofem.

## Život a dílo
Soukromě ho vzdělával jeho otec, studoval na gymnáziu v Kežmarku a v Modře. Působil jako učitel v Liptovské Sielnici, od 1869 varhaník a učitel na evangelické škole, později na státní škole v Brezně. Zaobíral se sběrem slovenské lidové slovesnosti, odborně roztřídil více než 13000 slovenských přísloví včetně jejich různých variant. Výsledky své třicetileté práce pak shrnul v knize Slovenská přísloví, pořekadla a úsloví a nabídl k vydání Matici slovenské, toto dílo ale nakonec z politických příčin vyšlo v Praze a v češtině.
Zaobíral se i sbíráním slovenské jazykové a slovní zásoby, přispěl Slovenskou mluvnicí obsahující gramatické poučky. V letech 1877-1879 vydával a redigoval u Filipa Macholda v Banské Bystrici časopis Evangelická škola. V rukopisu zanechal seznam názvů obcí Liptova a Turca. Autor pedagogických a lidověvýchovných článků, které publikoval v dobových novinách a časopisech. Sestavil pedagogické učebnice, didaktizující a gratulační verše pro děti. Jednalo se o velkého propagátora práce a myšlenek Jana Ámose Komenského.
Jeho syny byli Ján Záturecký (1875–1936), lékař a publicista, a Adolf Záturecký (1884–1958), soudce československého Nejvyššího i Ústavního soudu.

## Památky
- hrob s náhrobkem v Brezně
- rukopisná pozůstalost v LAMS
- pamětní deska v Brezně a v Liptovské Sielnici

## Dílo
- Slovenské hádky (hádanky), Martin 1894
- Slovenská přísloví, pořekadla a úsloví, Praha 1896
- Vinšovník, Martin 1880
- Evangelický rozpravník, Budapešť 1891
- Slovenská mluvnica, Ružomberok 1900
- Obrázkový šlabikár a prvá čítanka, Budapešť 1902
- Nauka slovenského pravopisu, B.m. 1900 (rkp.).